# مرکز حقوق بشر در ایران
مرکز حقوق بشر در ایران ((به انگلیسی: Center for Human Rights in Iran)، پیش‌تر، کمپین بین‌المللی حقوق بشر در ایران) یک سازمان مردم‌نهاد آمریکایی است که هدف آن، بهبود و ارتقای حقوق بشر در ایران است. این گروه در واپسین دوران سال ۲۰۰۷ میلادی آغاز به کار کرد.
کمپین حقوق بشر در ایران، فدراسیون بین‌المللی جامعه‌های حقوق بشر و گزارشگران بدون مرز در موضع‌گیری‌هایی همواره به ایران پرداخته‌اند.
این کمپین با هادی قائمی گره خورده و طبق اسناد منتشر شده توسط ترامپ در سال ۲۰۲۵ و بعد از روی کار آمدن دولت ترامپ مشخص شد این بنیاد بیش از ۱۶ میلیون دلار از دولت امریکا بین سال های ۲۰۰۱ تا پایان ۲۰۲۲ کمک مالی دریافت کرده است. دولت ترامپ این کمک ها را به این نهاد را قطع کرد.

## پیشینه و کنش‌ها
در سال ۱۳۸۹، کمپین بین‌المللی حقوق بشر در ایران صدور حکم ۱۱ سال حبس تعزیری، برای نسرین ستوده را «بی عدالتی» اعلام کرد و خواستار لغو شدن این حکم، در دادگاه تجدیدنظر شده‌بود. کمپین بین‌المللی حقوق بشر در ایران، افزون بر اشاره به وعده‌های حسن روحانی (ریاست‌جمهوری ایران) در جریان رقابت‌های ریاست جمهوری این کشور، به بخش‌هایی از موردهای مبحث حقوق بشر در ایران، اشاره‌هایی داشته‌است که به شکلی مستقیم، عامل‌های دولتی و وزارتخانه‌های وابسته، مسئول آنان هستند.

## بازخوردها در رسانه‌های ایرانی
- به گزارش مشرق، رسانه داخلی جمهوری اسلامی، – «کمپین بین‌المللی حقوق بشر در ایران نام گروهی است که عده‌ای از متهمان فراری تظاهرات سال ۸۸ به همراه گروه دیگری از ضدانقلاب خارج نشین راه‌اندازی کرده‌اند که با حمایت مالی لابی‌های سازمان منافقین و با هدف سیاه‌نمایی و انتشار اخبار ضدایرانی راه‌اندازی شده‌است». این رسانه، همچنین نشست‌های این مرکز که گاه با حمایت از سوی سازمان عفو بین‌الملل و دانشکده‌های آمریکایی است را ضد ایرانی دانسته‌است.[۱۰]